# Distretto di Jeberos
Il distretto di Jeberos è uno dei sei distretti della provincia di Alto Amazonas, in Perù. Si trova nella regione di Loreto e si estende su una superficie di 4.574,11 chilometri quadrati.
Istituito il 2 gennaio 1857, ha per capitale la città di Jeberos.